# Sesamia gracilis
Sesamia gracilis là một loài bướm đêm trong họ Noctuidae.